# معركة عربجي
معركة عربجي(بالإنجليزية: Battle of Arpachai)‏ هي معركة بين الدولة العثمانية والإمبراطورية الروسية وتعد من أهم معارك الحرب العثمانية الروسية خلال الفترة الممتدة من عام 1806 والتي استمرت حتى 1812 وقعت هذه المعركة في 18 يونيو 1807 على ضفاف نهر اخوريان في ارمينيا وقد شارك بالقتال قوات عثمانية تقدر باكثر من 20 الف مقاتل تحت قيادة يوسف باشا وبالمقابل قوة روسية قوامها 7 الآلاف جندى تحت قيادة المشير ايفان جودوفيتش وقد تمكنت القوات الروسية من صد الهجوم العثماني.

## وصلات خارجية
- www.napoleon-series.org